# Dorcadion janssensi
Dorcadion janssensi là một loài bọ cánh cứng trong họ Cerambycidae.